# (55082) Xlendi
(55082) Xlendi est un astéroïde de la ceinture principale.

## Description
(55082) Xlendi est un astéroïde de la ceinture principale. Il fut découvert le 25 août 2001 à l'Observatoire Kleť par Jana Tichá et Miloš Tichý. Il présente une orbite caractérisée par un demi-grand axe de 2,33 UA, une excentricité de 0,07 et une inclinaison de 4,6° par rapport à l'écliptique.

## Compléments